# Joshua Buatsi
Joshua Buatsi (14 de março de 1993) é um pugilista britânico nascido em Gana, medalhista olímpico. Foi campeão interino dos meio-pesados na Organização Mundial de Boxe (WBO) de 2024 a 2025.

## Carreira
Joshua Buatsi competiu na Rio 2016, na qual conquistou a medalha de bronze no peso Meio-pesado.